# Kajol
Kajol (Bombay, 5 augustus 1974) is een actrice uit India. Ze werd geboren als Kajol Mukherjee, haar moeder Tanuja is een actrice, haar vader Shomu Mukherjee een regisseur. Ook haar jongere zus Tanishaa Mukerji is actrice. Haar ouders scheidden toen Kajol nog jong was.
Ze maakte op zeventienjarige leeftijd haar debuut in 1992 met het romantische drama Bekhudi, waarin haar moeder ook meespeelde. Deze film werd een flop, maar Kajol viel toch op en kreeg een jaar later een rol in Baazigar. Ze trouwde in 1999 met Acteur Ajay Devgn, met wie ze twee kinderen heeft.

## Filmografie
| Jaar | Film                          | Role                   | Notitie                                |
| ---- | ----------------------------- | ---------------------- | -------------------------------------- |
| 1992 | Bekhudi                       | Radhika                |                                        |
| 1993 | Baazigar                      | Priya Chopra           |                                        |
| 1994 | Udhaar Ki Zindagi             | Sita                   |                                        |
| 1994 | Yeh Dillagi                   | Sapna                  |                                        |
| 1995 | Karan Arjun                   | Sonia Saxena           |                                        |
| 1995 | Taaqat                        | Kavita                 |                                        |
| 1995 | Hulchul                       | Sharmili               |                                        |
| 1995 | Gundaraj                      | Ritu                   |                                        |
| 1995 | Dilwale Dulhania Le Jayenge   | Simran Singh           |                                        |
| 1996 | Bambai Ka Babu                | Neha                   |                                        |
| 1997 | Gupt: The Hidden Truth        | Isha Diwan             |                                        |
| 1997 | Hameshaa                      | Rani/Reshma Sharma     |                                        |
| 1997 | Minsara Kanavu                | Priya Amalraj          | Tamil-film                             |
| 1997 | Ishq                          | Kajal                  |                                        |
| 1998 | Pyaar Kiya To Darna Kya       | Muskaan Thakur         |                                        |
| 1998 | Duplicate                     |                        | gastoptreden                           |
| 1998 | Dushman                       | Naina/Sonia Saigal     |                                        |
| 1998 | Pyaar To Hona Hi Tha          | Sanjana                |                                        |
| 1998 | Kuch Kuch Hota Hai            | Anjali Sharma          |                                        |
| 1999 | Dil Kya Kare                  | Nandita Rai            |                                        |
| 1999 | Hum Aapke Dil Mein Rehte Hain | Megha                  |                                        |
| 1999 | Hote Hote Pyar Ho Gaya        | Pinky                  |                                        |
| 2000 | Raju Chacha                   | Anna/Sanjana           |                                        |
| 2001 | Kuch Khatti Kuch Meethi       | Sweety/Tina Khanna     |                                        |
| 2001 | Kabhi Khushi Kabhie Gham...   | Anjali Sharma Raichand |                                        |
| 2003 | Kal Ho Naa Ho                 |                        | nummer "Maahi Ve"                      |
| 2006 | Fanaa                         | Zooni Ali Baig         |                                        |
| 2006 | Kabhi Alvida Naa Kehna        |                        | nummer "Rock N Roll Soniye"            |
| 2007 | Om Shanti Om                  |                        | cameo in nummer "Deewangi Deewangi"    |
| 2008 | U Me Aur Hum                  | Piya                   |                                        |
| 2008 | Haal–e–dil                    |                        | nummer "Oye Hoye"                      |
| 2008 | Rab Ne Bana Di Jodi           |                        | nummer "Phir Milenge Chalte Chalte"    |
| 2010 | My Name Is Khan               | Mandira Khan           |                                        |
| 2010 | We Are Family                 | Maya                   |                                        |
| 2010 | Toonpur Ka Super Hero         | Priya Shruti Verma     | animatiefilm                           |
| 2012 | Makkhi                        | moeder                 | stemacteur voor hindi versie           |
| 2012 | Student of the Year           |                        | cameo in nummer "Disco Deewane"        |
| 2015 | Dilwale                       | Meera Dev Malik        |                                        |
| 2017 | Velaiilla Pattadhari 2        | Vasundhara Parameshwar | Tamil film (Telugu film genaamd VIP 2) |
| 2018 | Incredibles 2                 | Elastigirl             | stemacteur voor hindi versie           |
| 2018 | Helicopter Eela               | Eela Raitukar          |                                        |
| 2018 | Zero                          |                        | Cameo                                  |
| 2020 | Tanhaji                       | Savitribai Malusare    |                                        |
| 2020 | Devi                          | Jyoti                  | korte film                             |
| 2021 | Tribhanga                     | Anuradha Apte          |                                        |
| 2022 | Salaam Venky                  | Sujata                 |                                        |
| 2023 | Lust Stories 2                | Devyani Singh          | verhaal Tilchatta, Netflix film        |
| 2024 | Do Patti                      | Vidya Jyothi Kanwar    |                                        |
| 2025 | Maa                           | Ambika                 |                                        |
| 2025 | Sarzameen                     | Meher Menon            |                                        |

## Prijzen
- Filmfare Award - Beste actrice, 1996, voor Dilwale Dulhania Le Jayenge (Groot-hartige zal de bruid meenemen)
- Filmware Awards South, 1998, voor Minsara Kanavu (Elektro droom)
- Filmware Award - Beste slechterik, 1998, voor Gupt: The Hidden Truth (Geheim: de verborgen waarheid)
- Filmfare Award - Beste actrice, 1999, voor Kuch Kuch Hota Hai (Iets iets gebeurd er)
- Filmfare Award - Beste actrice, 2002, voor Kabhi Khushi Kabhie Gham (Soms blijdschap soms verdriet)
- Filmfare Award - Beste actrice, 2006, voor Fanaa (Vernietigd)
- Star Screen Award 2010 - Beste koppel van het decennium, met Shahrukh Khan
- Filmfare Award - Beste actrice, 2011, voor My Name is Khan (MNIK)
- Padma Shri - 2011
- Stardust - Ster van het jaar award (vrouw), 2011, My Name Is Khan
- Star Screen Award 2016 - Koppel Nr. 1, met Shahrukh Khan, Dilwale (Groot-hartige)

## Trivia
- Met de naam Bollywood Legends werden in 2006 poppen van de vier beroemdste Bollywoodsterren gemaakt, naast Shahrukh Khan, Hrithik Roshan en Priyanka Chopra kreeg ook Kajol een versie.

- In 2018 onthulde Kajol haar wassenbeeld in Madame Tussauds Singapore.

- Bibsys: 11023848
- Biblioteca Nacional de España: XX5051917
- Bibliothèque nationale de France: cb146472495 (data)
- Gemeinsame Normdatei: 140419713
- International Standard Name Identifier: 0000 0001 1950 9980
- Library of Congress Control Number: nr00009025
- MusicBrainz: 07188e7a-b415-4bdd-a848-02cea8625428
- Nationale bibliotheek van Australië: 40542649
- Nationale Bibliotheek van Israël: 987007434394205171
- Système universitaire de documentation: 110813979
- Trove: 1447801
- Virtual International Authority File: 4767774